# ماکمپه
ماکمپه (به لاتین: Makempe) یک منطقهٔ مسکونی در سری‌لانکا است که در استان مرکزی (سری‌لانکا) واقع شده‌است.